# Оуквуд (Оклахома)
Оуквуд (англ. Oakwood) — місто (англ. town) в США, в окрузі Дьюї штату Оклахома. Населення — 74 особи (2020).

## Географія
Оуквуд розташований за координатами 35°55′53″ пн. ш. 98°42′11″ зх. д. / 35.93139° пн. ш. 98.70306° зх. д. (35.931483, -98.703030).  За даними Бюро перепису населення США в 2010 році місто мало площу 0,59 км², уся площа — суходіл.

## Демографія
Згідно з переписом 2010 року, у місті мешкало 65 осіб у 32 домогосподарствах у складі 17 родин. Густота населення становила 110 осіб/км².  Було 44 помешкання (74/км²).
Расовий склад населення:
| - 93,8 % — білих - 6,2 % — осіб інших рас |

До двох чи більше рас належало 0,0 %. Частка іспаномовних становила 7,7 % від усіх жителів.
За віковим діапазоном населення розподілялося таким чином: 20,0 % — особи молодші 18 років, 58,5 % — особи у віці 18—64 років, 21,5 % — особи у віці 65 років та старші. Медіана віку мешканця становила 53,1 року. На 100 осіб жіночої статі у місті припадало 97,0 чоловіків;  на 100 жінок у віці від 18 років та старших — 116,7 чоловіків також старших 18 років.
За межею бідності перебувало 16,7 % осіб, у тому числі 0,0 % дітей у віці до 18 років та 0,0 % осіб у віці 65 років та старших.
Цивільне працевлаштоване населення становило 11 осіб. Основні галузі зайнятості: будівництво — 45,5 %, роздрібна торгівля — 27,3 %, мистецтво, розваги та відпочинок — 18,2 %, транспорт — 9,1 %.